# Piddig
Piddig es un municipio filipino de cuarta categoría perteneciente a  la provincia de Ilocos Norte.

## Geografía
Tiene una extensión superficial de 216.20 km² y según el censo del 2007, contaba con una población de 20.304 habitantes y 3.957 hogares; 20.606 habitantes el día primero de mayo de 2010
El territorio de este municipio es montañoso con terrazas donde se cultiva el arroz, situado   a una altura superior a la mayoría de las ciudades de la provincia.  El ayuntamiento se encuentra en la cima de una colina con vistas panorámicas.

## Barangayes
Piddig se divide, a los efectos administrativos, en 23 barangayes o barrios, todos de  carácter rural, excepto Anao, que es urbano.
| - Ab-abut - Anao (Población) - Arua-ay - Payyong - Bimmanga | - Boyboy - Cabaroan (Población) - Calambeg - Calluza - Dupitac - Estancia | - Gayamat - Lagandit - Libnaoan - Loing (Población) - Maab-abaca - Mangitayag | - Maruaya - San Antonio - Santa María - Sucsuquen - Tangaoan - Tonoton |

## Gastronomía
Piddig es conocida por su sariwagwag, un plato a base de hojas de gabi con camarones frescos.

## Hijos ilustres
- Guillermo V Flores, autor de algunas de las mejores canciones de amor y poemas en idioma ilocano.[5]